# SunExpress
SunExpress (en turco, Güneş Ekspres Havacılık A.Ş.) es una aerolínea con base en Antalya, Turquía. Realiza vuelos programados y vuelos chárter alrededor de Europa. Su base principal es el Aeropuerto de Antalya.

## Historia
La aerolínea es propiedad de TC Privatisation Administration (49%) y accionistas privados (51%). La aerolínea posee el 50% de las acciones en la aerolínea afiliada SunExpress, la otra mitad de estas es propiedad de Lufthansa de Alemania. Tiene desde septiembre de 2006 una compañía de cáterin para aerolíneas formada por JV con Do&Co Restaurants & Catering de Austria. Turkish Airlines quitó el Qualiflyer Group en 1999 debido a incompatibilidades con Swissair y Delta.
La petición de adherirse a la Star Alliance fue aceptada en diciembre de 2006. El 1 de abril de 2008, Turkish Airlines entró en la Star Alliance como miembro de pleno derecho.

## Flota

### Flota Actual

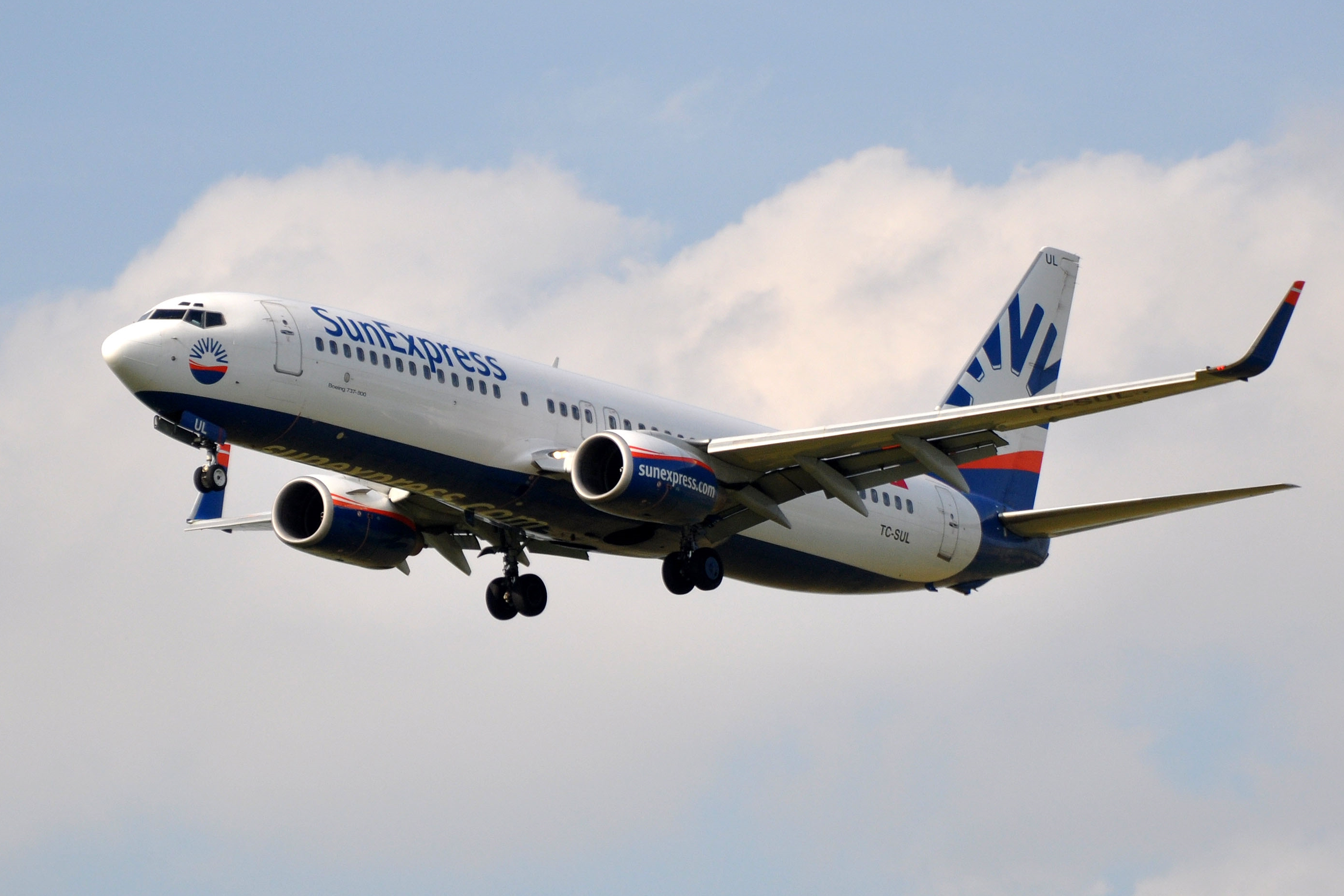
SunExpress Boeing 737-800

A julio de 2025, la flota de SunExpress consiste en las siguientes aeronaves, con una edad media de 11,6 años:
Algunos aviones más son operados por la subsidiaria de SunExpress, SunExpress Deutschland, bajo su propia licencia. Entre ellos se incluyen algunos Boeing 737-800 y un Airbus A330-200 operado para Eurowings.

## Destinos
SunExpress Antalya (AYT)
- Adana
- Ámsterdam
- Basilea
- Berlín-Brandeburgo Willy Brandt
- Bremen
- Colonia
- Diyarbakir
- Dortmund
- Dresde
- Düsseldorf
- Erfurt
- Erzurum
- Esmirna
- Fráncfort del Meno
- Friedrichshafen
- Graz
- Hamburgo
- Hanóver
- Humberside
- Innsbruck
- Karlsruhe
- Leipzig
- Linz
- Münster
- Múnich
- Núremberg
- Paderborn
- Pristina
- Rostock
- Saarbrücken
- Salzburgo
- Stuttgart
- Trebisonda
- Van
- Viena
- Zúrich

SunExpress Esmirna (ADB)
- Adana
- Ámsterdam
- Antalya
- Berlín-Brandeburgo Willy Brandt
- Bursa [empieza en agosto de 2008]
- Colonia
- Diyarbakir
- Düsseldorf
- Erzurum
- Fráncfort del Meno
- Gaziantep
- Hanóver
- Kars
- Kayseri
- Malatya
- Múnich
- Núremberg
- Oslo
- París (CDG)
- Samsun
- Sivas
- Estocolmo
- Stuttgart
- Trebisonda
- Van
- Zúrich

SunExpress Estambul (SAW)
- Adana
- Antalya
- Colonia
- Diyarbakir
- Erzurum
- Hanóver
- Kars
- Núremberg
- Sivas
- Trebisonda
- Van

SunExpress Bursa (YEI)
- Diyarbakir
- Erzurum
- Esmirna
- Trebisonda